# La famiglia Pellet
La famiglia Pellet (In-Laws) è una serie televisiva statunitense in 15 episodi trasmessi per la prima volta nel corso di una sola stagione dal 2002 al 2003.
È una sitcom familiare incentrata sulle vicende di un uomo da poco sposato che va a vivere a casa della moglie e che deve sopportare le angherie del padre di questa.

## Personaggi e interpreti
- Victor Pellet (15 episodi, 2002-2003), interpretato da Dennis Farina.
- Matt Landis (15 episodi, 2002-2003), interpretato da Elon Gold.
- Alex Pellet Landis (15 episodi, 2002-2003), interpretato da Bonnie Somerville.
- Marlene Pellet (15 episodi, 2002-2003), interpretato da Jean Smart.
- Reno (2 episodi, 2002), interpretato da Frank Roman.
- Fotografo (2 episodi, 2002), interpretato da Jamieson Price.
- Stacy Pierson-Paulson (2 episodi, 2002), interpretato da Dorie Barton.

## Produzione
La serie, ideata da Mark Reisman, fu prodotta da NBC Studios, Grammnet Productions e Paramount Television e girata a Hollywood in California. Le musiche furono composte da Steven M. Gold, Bruce Miller, Adam Schlesinger e Jill Sobule.

### Registi
Tra i registi sono accreditati:
- Steve Zuckerman in 6 episodi (2002-2003)
- Sheldon Epps in 4 episodi (2002)
- Pamela Fryman in 2 episodi (2002)
- Michael Zinberg in 2 episodi (2003)

### Sceneggiatori
Tra gli sceneggiatori sono accreditati:
- Mark Reisman in 15 episodi (2002-2003)
- Katy Ballard in 2 episodi (2002-2003)
- Michael Markowitz in 2 episodi (2002-2003)
- Michelle Nader in 2 episodi (2002-2003)
- Danielle Sanchez-Witzel in 2 episodi (2002-2003)
- Christopher Vane in 2 episodi (2002-2003)
- Jeff Astrof in 2 episodi (2002)
- Alex Barnow in 2 episodi (2002)
- Marc Firek in 2 episodi (2002)
- Mike Sikowitz in 2 episodi (2002)

## Distribuzione
La serie fu trasmessa negli Stati Uniti dal 24 settembre 2002 al 14 gennaio 2003 sulla rete televisiva NBC. In Italia è stata trasmessa dal 24 giugno 2006 su RaiDue con il titolo La famiglia Pellet.
Alcune delle uscite internazionali sono state:
- negli Stati Uniti il 24 settembre 2002 (In-Laws)
- in Ungheria il 18 settembre 2005
- in Germania (Meine Frau, ihr Vater und ich)
- in Finlandia (Melkein sukua)
- in Italia (La famiglia Pellet)

## Episodi
| Stagione       | Episodi | Prima TV USA | Prima TV Italia |
| -------------- | ------- | ------------ | --------------- |
| Prima stagione | 15      | 2002-2003    | 2006            |